# 長坂しほり
長坂 しほり（ながさか しほり、1956年10月16日 - 2016年8月21日）は、日本の女優。アンテーヌ所属。かつてはオスカープロモーションに所属していた。
新潟県出身。身長164cm。体重49kg。特技は歌唱、ヨガ、日本舞踊、ジャズダンス、三味線。現代演劇協会付属演劇学校アナウンスアカデミー卒業。
2016年8月21日、大腸癌のため死去。59歳没。

## 出演作品

### 映画
- 人形嫌い（1982年）
- 上海バンスキング（1984年）
- 妖艶 肉縛り（1987年） - 並川真琴 ※主演
- 必殺4 恨みはらします（1987年） - 将軍愛妾
- 花と蛇 究極縄調教（1987年） - 遠山志津子 ※主演
- 団鬼六 人妻なぶり（1987年）
- 愛人妻 あぶない情事（1988年） - 野沢亜紀子
- 箱の中の女2（1988年） - 山岸博子
- 団鬼六 妖艶能面地獄（1988年） - 小山美奈子
- 徳川の女帝 大奥（1988年） - お欄
- 愛について、東京（1988年） - 女性客
- 写楽（1995年）
- 瀬戸内ムーンライト・セレナーデ（1997年） - 旅館の女将
- YOSHIMOTO DIRECTOR'S 100 〜100人が映画撮りました〜 盆栽少女（2008年）
- ファイナル・ジャッジメント（2012年）
- のどぼとけ（2012年）
- MARCHING-明日へ-（2014年）

### テレビドラマ
- わが子よ（1981年） - さわの母（セミレギュラー）
- 現代恐怖サスペンス ホラー・ペンション（1987年）
- 連続テレビ小説 チョッちゃん（1987年）
- まんが道 青春編　伊藤清子役(1987年)
- 土曜ワイド劇場
  - みちのく鳴子温泉同窓会殺人事件（1987年）
  - 長崎で消えた女 危険な出逢い…（1988年）
  - 京都着17時11分 東海道新幹線の女（1989年）
  - きらきらと闇に墜ちて（1989年）
  - 市毛良枝の美女探偵シリーズ 第6作「セールスレディー連続殺人事件」（1991年） - 九条富士子
  - 博多発10時43分長崎本線の女（1992年）
- 暴れん坊将軍III 第13話「将軍が消えた!? 吉宗暗殺の渦巻く紀州和歌山」（1988年） - 高尾太夫
- 花ある季節（1990年）
- 一人っ子同士の結婚（1991年）
- 君の名は（1992年）
- 火曜サスペンス劇場
  - 小京都ミステリー 第6作「会津涙橋殺人事件」（1992年）
  - ラブレター（1995年）
- ひらり（1992年 - 1993年）
- 月曜・女のサスペンス 漆が燃えた（1992年）
- 天国からもういちど（1993年）※レギュラー
- さすらい刑事旅情編VII（1994年）
- 十時半睡事件帖 第15話「楽しい男」（1995年） - 藤
- はぐれ刑事純情派 PART8 第24話「死者からの手紙! 陽気な未亡人」（1995年）
- 刑事追う! 第3話「裁きの日」（1996年）
- 冬の蛍 第3話（1997年）
- 青い花火 女ふたり愛を求める心の叫び（1998年）
- すずらん（1999年） - 石森吉江
- 風の行方（1999年）
- 金曜エンタテイメント
  - 山村美紗サスペンス 京都祇園芸妓シリーズ 第7作「月下美人殺人事件」（2000年）
  - 外科医 鳩村周五郎 第1作「母を探して! 子連れ天才外科医の事件調査 医学界を追われた元エリート医師が挑む闇のオペ! 傷痕が語る事件の真相」（2004年） - 佐竹八重子
  - 事件調査員 南条真琴 東京〜隠岐 摩天崖殺人事件（2005年2月25日） - 高瀬ルミ子
- 女優・杏子（2001年） - 加世（レギュラー）
- 幸せ咲いた〜結婚相談所物語〜（2003年）
- サラリーマン金太郎 第2話「死闘!! 元暴走族、会社をつぶす」（2008年）
- ハンチョウ〜神南署安積班〜 第1話「自首」（2009年） - 横谷美津江
- 松本清張生誕100年スペシャル 夜光の階段 第3話「飛躍」（2009年）
- 悪党〜重犯罪捜査班 第7話「政治家殺し! チーム崩壊の序曲」（2011年） - 大滝加奈子
- 生きたい たすけたい（2014年）
- 相棒（2015年） - 女将
- 天使と悪魔-未解決事件匿名交渉課-（2015年）
- ホテルコンシェルジュ（2015年）

### オリジナルビデオ
- 虜 TORIKO（1995年）
- 女買い（1995年）
- 夢で逢いましょう（1996年）
- 監禁逃亡 淫肉狩り（1996年） - 柳潤子
- 亡霊学級（1996年） - 女教師
- 美姉妹色情飼育（1998年）

### 舞台
- 墨詩｢良寛｣母の抄（2004年）
- 溺れる家族（2009年）
- ロックンロール・エアポート（2012年） - 主演
- 芝浜
- 玉櫛笥
- 場所と思い出
- 今宵､4杯のカクテルを｢Bar four seasons｣へようこそ（2014年）
- 清姫異聞…道成寺より（2015年） - 清姫

### ラジオドラマ
- 夏の庭（1993年）
- ふたりぼっち（2016年）